# Julie Marichaud
Julie Marichaud (Viriat, 12 novembre 1997) è una calciatrice francese, difensore del Nizza.

## Carriera

### Club
Julie Marichaud si appassiona al calcio fin da giovanissima, decidendo di tesserarsi con il Bourg-en-Bresse Péronnas dall'età di 5 anni, società con la quale rimane fino alla stagione 2011-2012.
Nell'estate 2012 coglie l'opportunità datele dall'Olympique Lione per giocare nella più titolata squadra di Francia. Inizialmente inserita nelle formazioni giovanili, con il quale gioca il Challenge National Féminin U19 arrivando alla finale della stagione 2015-2016, persa con il Paris Saint-Germain 3-1, dalla stagione 2016-2017 entra in rosa con la squadra titolare, senza tuttavia essere ancora impiegata in campionato..
Nell'estate 2017 ha lasciato l'Olympique Lione per trasferirsi al Saint-Étienne.

### Nazionale
Marichaud inizia ad essere convocata dalla federazione calcistica della Francia  (Fédération Française de Football - FFF) dall'inizio 2013, inserita dal selezionatore Guy Ferrier nella formazione Under-16 impegnata in un triangolare a Las Rozas dove nell'aprile di quell'anno gioca tutti i tre incontri disputati. Più tardi, lo stesso anno, Ferrier la chiama in Under-17, debuttando nella doppia amichevole del 4 e 6 settembre con l'Italia giocata allo Stadio Salicone di Norcia (2-1 la prima, 0-2 la seconda) in preparazione alle qualificazioni all'Europeo di categoria di Inghilterra 2014. Ferrier la impiega in tutte le tre partite del gruppo 4 della fase élite giocata in Irlanda del Nord dal 12 al 17 ottobre 2013. Conquista con le compagne la prima posizione a punteggio pieno e l'accesso alla fase finale, giocando le tre del gruppo B della fase a gironi dove a seguito delle due sconfitte, con Spagna (2-0) e Germania (4-0), e l'unica vittoria sulla Scozia, dove sigla al 62' l'unico gol dell'incontro, sua prima rete in un torneo internazionale, la Francia viene eliminata dal torneo.
L'anno successivo il responsabile tecnico Gilles Eyquem la chiama a vestire la maglia delle Blues Under-19 impegnata dall'8 al 12 marzo 2014 nel Torneo di La Manga, dove gioca e vince tutte le tre partite disputate. Grazie alle prestazioni espresse Eyquem la inserisce in rosa anche per la fase élite delle qualificazioni al Europeo di categoria di Israele 2015. Marichaud fa il suo debutto nel torneo il 7 aprile, dove la Francia pareggia 2-2 con le pari età della Polonia, e gioca anche gli altri due incontri con  Svezia, perdendola 1-0, e Inghilterra, dove lo 0-0 non basta per passare il turno e deve lasciare il torneo.

## Palmarès

### Club

#### Competizioni nazionali
- Campionato francese: 1

Olympique Lione: 2016-2017
- Coppa di Francia: 1

Olympique Lione: 2016-2017

#### Competizioni internazionali
- UEFA Women's Champions League: 1

Olympique Lione: 2016-2017